# Jüdisches Viertel Třebíč
Das jüdische Viertel in Třebíč (tschech. Třebíčská židovská čtvrť) ist mit heute zwei Synagogen und 123 erhaltenen Häusern eines der größten jüdischen Viertel Tschechiens und befindet sich in der im westlichen Mähren gelegenen Stadt Třebíč. Als eines der besterhaltenen jüdischen Ghettos Europas wurde es im Jahre 2003 in die Liste des UNESCO-Welterbes aufgenommen. Das Viertel ist nördlich des Flusses Jihlava (Igel) gelegen, während sich die Christenviertel südlich des Flusses befinden.

## Geschichte
Erste Erwähnung findet das Judenviertel bereits im Jahre 1338 im Nürnberger Martyrologium und später 1410 im Iglauer Buch der Vertriebenen. Juden siedelten als Handwerker in Třebíč, durften aber bis zum Jahre 1618 lediglich als Gerber, Händler und Geldverleiher arbeiten oder Alkohol herstellen. Trotz der diskriminierenden Bestimmungen der Familiantengesetze, die 1726 durch Karl VI. eingeführt wurden, die zahlreiche mährische Juden zur Auswanderung zwang und bis weit ins 19. Jahrhundert Gültigkeit hatten, entwickelte sich das Viertel bis Anfang des 19. Jahrhunderts zum größten Judenghetto Mährens mit 1170 Bewohnern.
Nachdem die Juden im Jahre 1848 volle Bürgerrechte erhalten hatten und ihren Wohnsitz frei wählen konnten, begannen die Einwohner des Viertels zunehmend in die größeren Städte wie Wien, Prag und Brünn auszuwandern, und Christen fingen an, in den freigewordenen Häusern zu siedeln. Das Viertel wandelte sich so vom Judenghetto zu einem Arbeiterviertel.
Während des Zweiten Weltkrieges wurden die verbliebenen 281 Juden in Konzentrationslager verschleppt, nur zehn überlebten den Krieg. Der größere Teil von ihnen siedelte im Anschluss in die USA oder nach Israel aus, die jüdische Gemeinde hörte auf zu existieren und das Viertel verfiel zunehmend.
In den 1970er Jahren scheiterte die Zerstörung der historischen Gebäude lediglich daran, dass die Mittel für eine Neubebauung fehlten. Nach aufwändigen Restaurierungsarbeiten wurde das Viertel dann im Jahre 2003 in die Liste des UNESCO-Welterbes aufgenommen.

## Rundgang

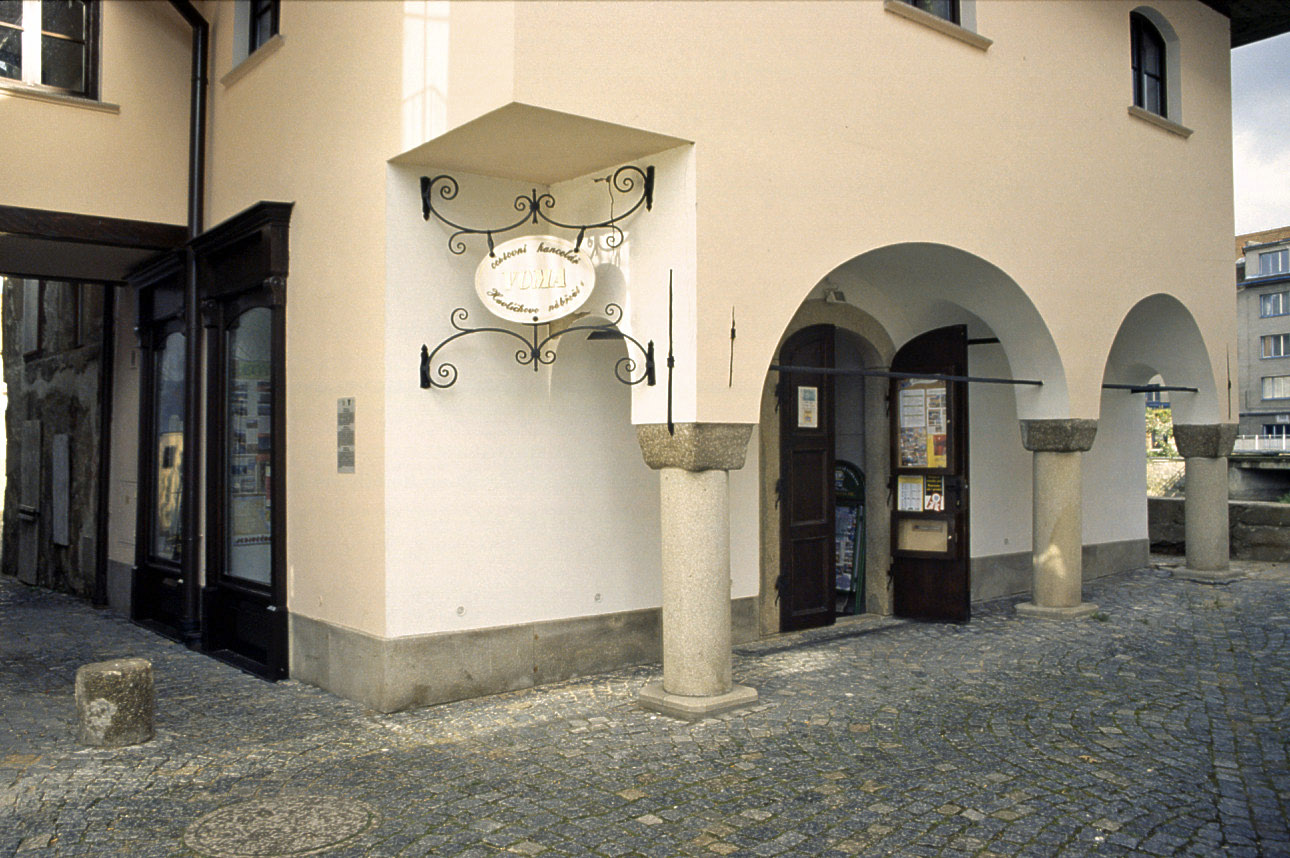
Eingang zum Viertel

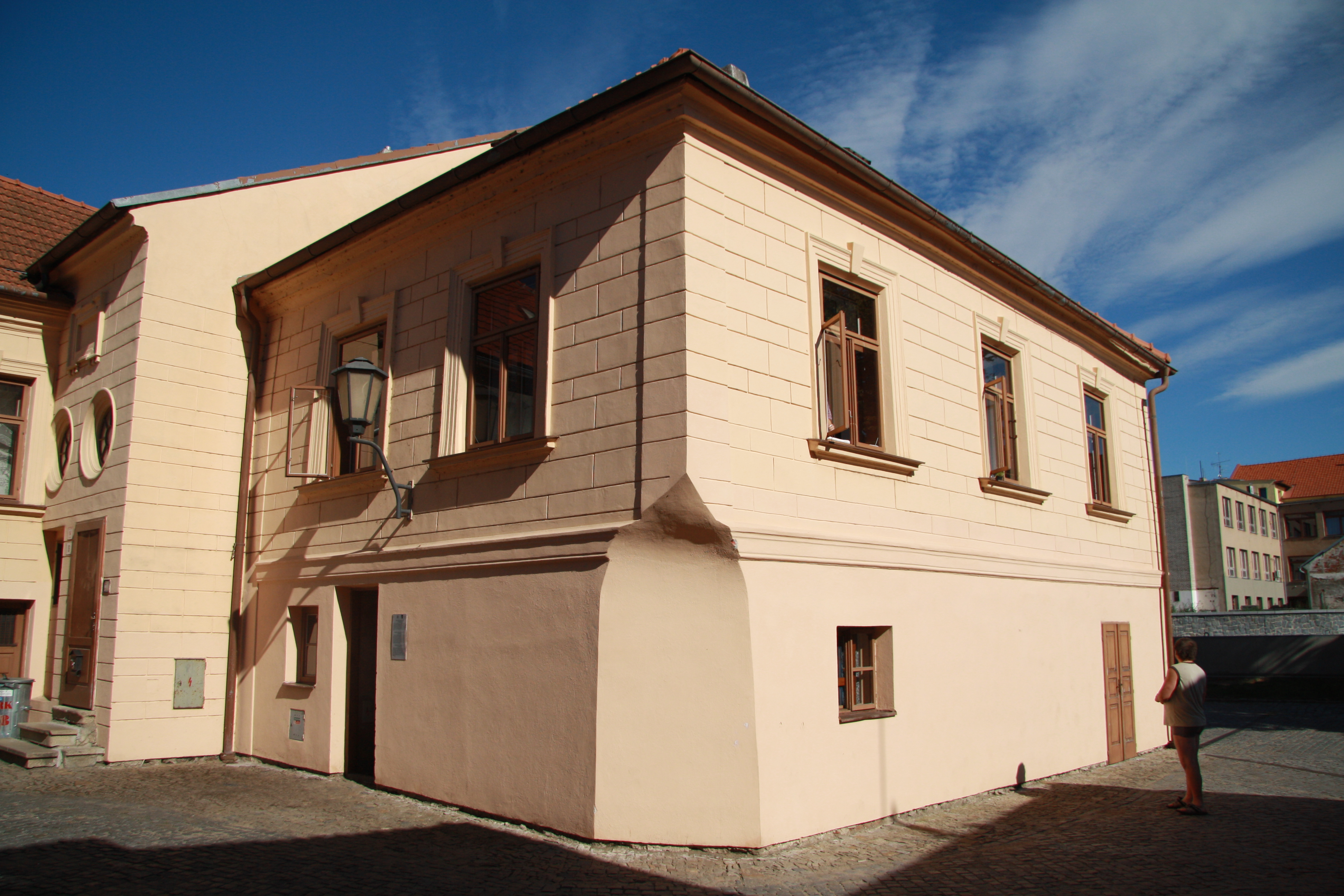
Das jüdische Rathaus

Am Eingang des Viertels fällt zunächst ein gut erhaltenes Haus (L.Pokorného 2) mit einem von drei Säulen getragenen Laubengang ins Auge. Das Haus hat einen Renaissance-Kern und bildete einst das Ende des Judenviertels. Gleich neben dem Haus schloss sich ein Tor an, das nachts sowie an Sonn- und Feiertagen verschlossen wurde. Das Tor wurde im Jahre 1873 abgerissen.
Einige Meter weiter findet man ein für das Viertel typisches Bürgerhaus (L. Pokorného 5) mit einer einsäuligen Ecklaube. Meist befanden sich im Erdgeschoss Geschäfte oder Handwerksstätten, während die Obergeschosse als Wohnung dienten. Wie die meisten Häuser des Viertels hat auch dieses einen Stützpfeiler.
Gegenüber befindet sich das 1899 auf den Fundamenten eines älteren Renaissance-Gebäudes erbaute jüdische Rathaus der Stadt (L.Pokorného 8). Von 1849 bis 1931 befand sich hier der Rat der politisch selbständigen jüdischen Gemeinde von Třebíč. Im Rathaus befand sich auch eine Mikwe, ein rituelles Tauchbad, das den Gläubigen zur symbolischen Reinigung diente.

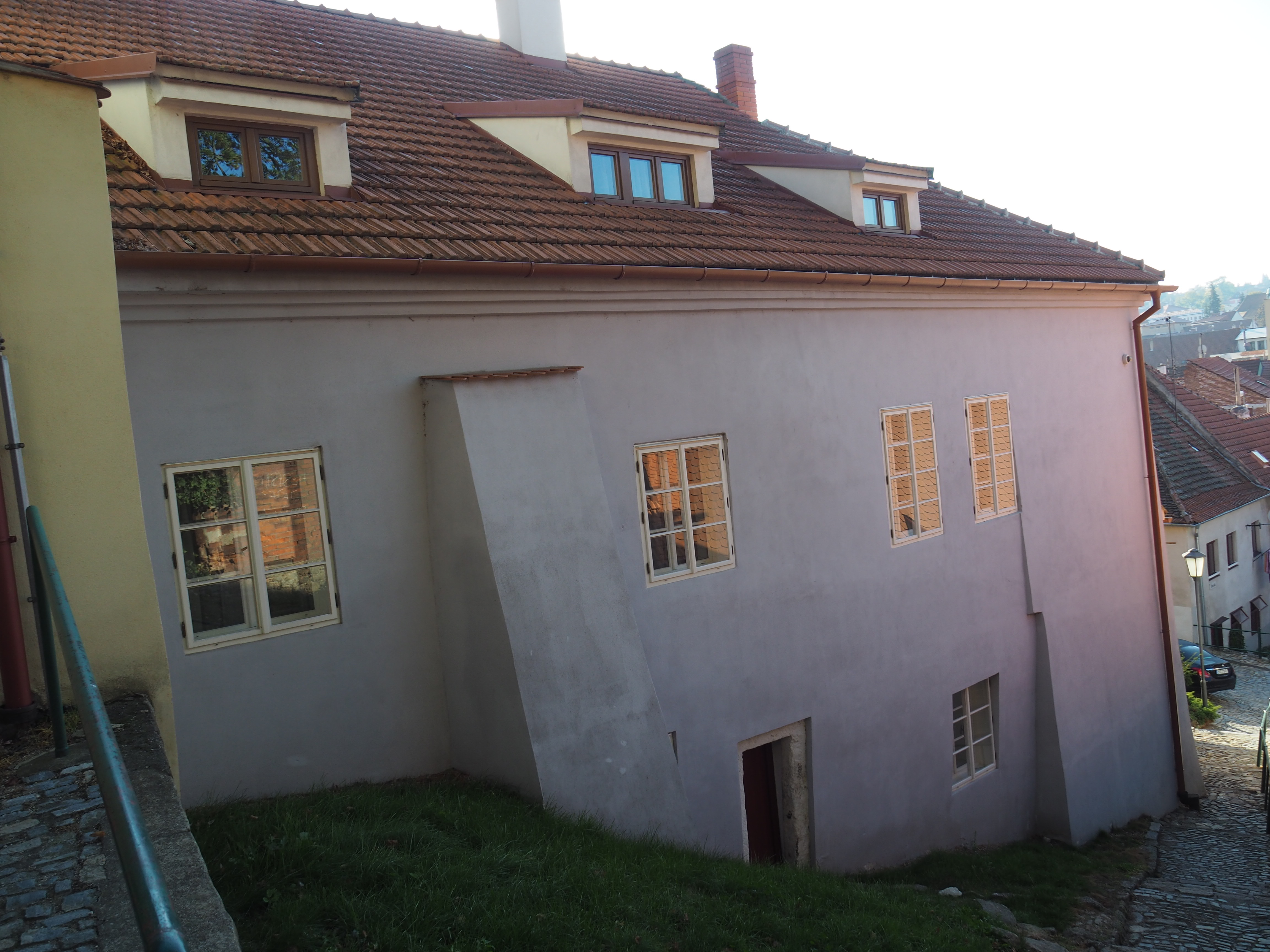
Armenhaus

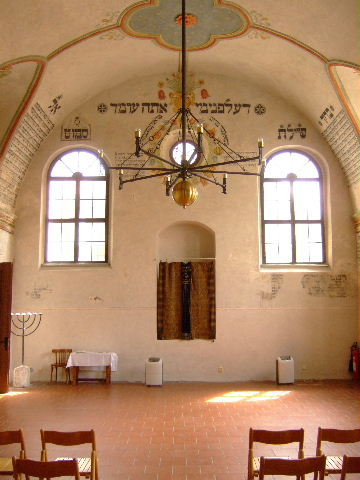
Innenraum der hinteren Synagoge

Gleich neben dem Rathaus steht die erste der zwei Synagogen der Stadt, die so genannte Vordere Synagoge (Tiché nám. 12). Die ursprüngliche hölzerne Synagoge wurde hier 1639 bis 1642 durch eine im Barockstil erbaute Synagoge ersetzt, ihre heutige neogotische Form erhielt sie 1856/57. Sie bot 114 männlichen und 80 weiblichen Betenden Platz, ihr Dach wird durch ein Mulbengewölbe getragen. Seit 1954 wird sie für die Gottesdienste der Tschechoslowakischen Hussitischen Kirche genutzt.
Hinter der Synagoge befindet sich das im 17. Jahrhundert im Barockstil erbaute Rabbinerhaus (Tiché nám. 4), das durch seinen mächtigen Stützpfeiler ins Auge fällt. Hier lebte der Rabbiner der Gemeinde.
Das nächste interessante Haus des Viertels ist das Armenhaus (Blahoslavova 23) der Gemeinde. Das Haus diente im 19. Jahrhundert den Armen und ist als eine Art karitative Einrichtung zu verstehen. Das Gebäude selbst ist ungewöhnlich, weil es über Eingänge auf mehreren Ebenen verfügt.
Die 1669 erbaute Hintere Synagoge befindet sich auf der Subakova Straße und fällt gleich durch ihre mächtigen Mauern und Stützpfeiler ins Auge. Der Innenraum der Synagoge ist mit Wandgemälden aus dem 18. Jahrhundert verziert und wird heute als Museum genutzt. Eine Besonderheit des Gebäudes ist die im oberen Teil gelegene Frauengalerie. Sie war nur durch eine Treppe zu erreichen, die sich in einem anliegenden Wohnhaus befindet. Während der Gottesdienste konnten also die Frauen nur durch dieses Wohnhaus in die Synagoge gelangen. Der Besitzer des Wohnhauses wurde daher verpflichtet, den Frauen den Zugang zu seinem Haus zu gewähren. Heute befindet sich auf der Frauengalerie eine Ausstellung zur jüdischen Kultur.
Gleich neben der Synagoge steht das in der ersten Hälfte des 19. Jahrhunderts erbaute jüdische Gemeindehaus (Subakova 3). Es dient heute als Sitz des Fond Třebíč, der die Renovierung des Viertels koordiniert.
Einige Meter weiter steht am östlichen Ende des Viertels die alte Gerberei. Bereits Ende des 18. Jahrhunderts entwickelte sich eine kleine Gerberei an dieser Stelle, die nach und nach zu einem großen Industriebetrieb heranwuchs. Der Betrieb, der der Familie Subak gehörte, wurde 1931 stillgelegt.
Am nördlichen Rand des Viertels befindet sich das Spital der Gemeinde. Bis zum Bau des zweistöckigen Krankenhauses im Jahre 1852 wurden Kranke im Gemeindehaus behandelt. Der Neubau war mit modernsten Geräten ausgerüstet und wurde von Chefarzt Sigmund Schuschny geleitet. Vom Spital aus führt ein Weg zum jüdischen Friedhof.

## Jüdischer Friedhof

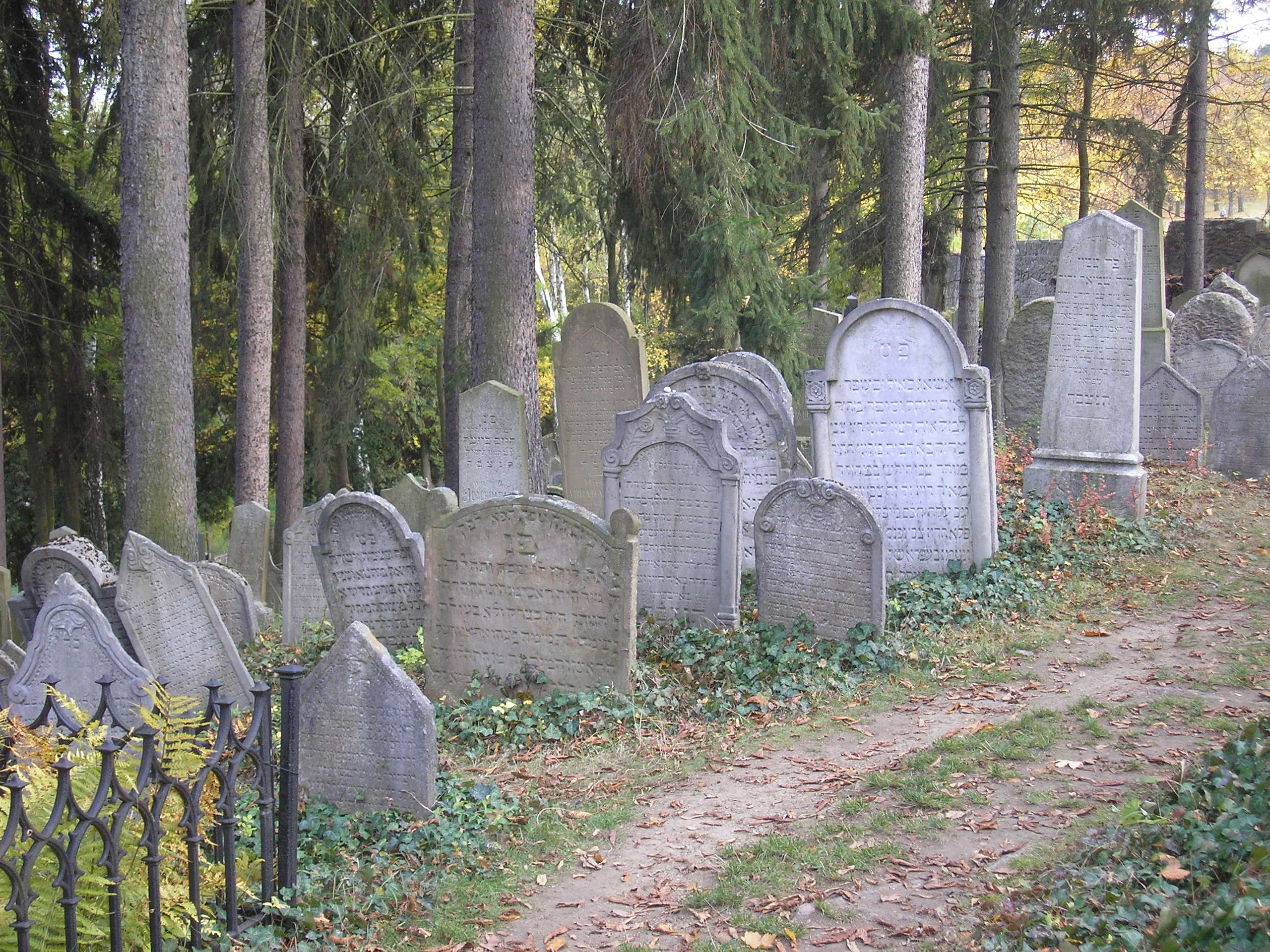
Der jüdische Friedhof

Im frühen Mittelalter befand sich der jüdische Friedhof noch in der Nähe des Benediktinerklosters, dieser Friedhof wurde aber 1468 bei der Belagerung durch die ungarischen Truppen Königs Matthias Corvinus zerstört und im 17. Jahrhundert an heutiger Stelle nördlich des Judenviertels neu errichtet. Der älteste der etwa 3000 Grabsteine stammt aus dem Jahre 1625. Mit fast 12 ha ist der Friedhof einer der größten und gilt als einer der am besten gepflegten und erhaltenen jüdischen Friedhöfe Tschechiens.
Am Eingangsportal des Friedhofs steht die 1903 errichtete Trauerhalle. Im Innenraum sticht besonders die Waschschüssel aus Porzellan ins Auge. Die Trauerhalle wird auch heute noch bei Trauerzeremonien genutzt.